# Maria Emo
Maria Emo (* 8. Juni 1936 in Berlin als Maria Wojtek) ist eine österreichische Schauspielerin.

## Leben
Die Tochter des Filmregisseurs E. W. Emo und der Schauspielerin Anita Dorris erhielt ihre künstlerische Ausbildung 1952 bis 1954 am Max-Reinhardt-Seminar in Wien. Sie spielte jugendliche Liebhaberinnen am Theater in der Josefstadt und am Wiener Volkstheater. Später war die blonde Schönheit eine gefragte Gastschauspielerin als Interpretin von klassischen Stücken an verschiedenen Bühnen in Europa und Südamerika. Bei den Salzburger Festspielen wirkte sie 1963 in der Rolle der „Buhlschaft“ mit.
Im Kino waren Maria Emos Auftritte relativ selten. Sie erhielt Hauptrollen in den Literaturverfilmungen Bel Ami (nach Guy de Maupassant), Das Mädchen vom Moorhof (nach Selma Lagerlöf) und Herr Puntila und sein Knecht Matti (nach Bertolt Brecht). In der amerikanischen Produktion Hitler übernahm sie die Rolle der Eva Braun. Eine der interessantesten Aufgaben ihrer nur kurzen Filmlaufbahn erhielt sie von Georg Tressler, der ihr in Der Weibsteufel die Titelrolle übertrug. Hier konnte sie, abweichend von ihrem bisherigen Rollentypus, als eiskalte Femme fatale überzeugen. Der Film fand seinerzeit allerdings wenig Beachtung und gelangte nicht einmal in die deutschen Kinos. Seit 1959 war Emo auch in Fernsehspielen und Serien zu sehen.
Maria Emo lebt in Hamburg und arbeitet als Professorin für Schauspiel an der Hochschule für Musik und Theater Hamburg.

## Filmografie
- 1955: Ja, so ist das mit der Liebe
- 1955: Bel Ami
- 1955: Herr Puntila und sein Knecht Matti
- 1958: Das Mädchen vom Moorhof
- 1959: Der Nobelpreis (Fernsehfilm)
- 1960: Ich heiße Robert Guiscard (Fernsehfilm)
- 1960: Die Zeit und die Conways (Fernsehfilm)
- 1960: Die Stunde der Antigone (Fernsehfilm)
- 1960: Das Spiel vom lieben Augustin (Fernsehfilm)
- 1962: Hitler
- 1963: Nikolaus von Flüe – Pacem in Terris
- 1963: Verkündigung (Fernsehfilm)
- 1964: Die Wohnung (Fernsehfilm)
- 1965: Späte Liebe (Fernsehfilm)
- 1965: Leinen aus Irland (Fernsehfilm)
- 1966: Auktion bei Gwendolyn (Fernsehfilm)
- 1966: Woyzeck (Fernsehfilm)
- 1966: Der Weibsteufel
- 1971: Elisabeth von Österreich (Fernsehfilm)
- 1972: Tatort: Die Samtfalle
- 1975: Turandot oder der Kongress der Weißwäscher (Fernsehfilm)
- 1978: Heinrich Heine (Fernsehfilm)
- 1978: Lady Windermeres Fächer (Fernsehfilm)
- 1980: Tatort: Der gelbe Unterrock
- 1983: Der stille Ozean (Fernsehfilm)
- 1987: Gewitter im Mai (Fernsehfilm)

## Theater (Auswahl)
- 1953: Das Lied der Taube nach John van Druten
- 1955: Die liebe Familie nach Felicity Douglas, Theater in der Josefstadt, Wien
- 1955: Millionärin von Neapel
- 1957: Der schönste Tag nach Umberto Morucchio
- 1957: Ein Monat auf dem Lande nach Iwan Turgenjew
- 1958: Schau heimwärts, Engel nach Thomas Wolfe, Theater in der Josefstadt
- 1959: Macht der Finsternis nach Leo Tolstoi
- 1960: Dame Kobold nach Pedro Calderón de la Barca
- 1960: Der Gigant nach Richard Billinger
- 1960: Der Heiratsantrag nach Anton Tschechow
- 1962: Der Schwierige nach Hugo von Hofmannsthal
- 1963: Jedermann nach Hugo von Hofmannsthal, Salzburger Festspiele
- 1964: Glastüren nach Alexander Lernet-Holenia
- 1967: Bürger Schippel nach Carl Sternheim, Freie Volksbühne, Berlin
- 1967: Soldaten nach Rolf Hochhuth, Freie Volksbühne Berlin
- 1968: Italienische Nacht nach Ödön von Horváth
- 1972: Wölfe und Schafe nach Alexander Ostrowski, Freie Volksbühne Berlin
- 1974: Tabula Rasa nach Carl Sternheim, Thalia Theater
- 1975/76: Emilia Galotti nach Gotthold Ephraim Lessing, Thalia Theater
- 1977: Kinder der Sonne nach Maxim Gorki, Thalia Theater, Hamburg
- 1993: Der Vater nach August Strindberg, Thalia Theater, Hamburg